# Joseph Grisel
Abbé Joseph Grisel (* 1703 in Cherbourg; † 21. Januar 1787 in Versailles) war ein französischer asketischer Schriftsteller und Geistlicher.

## Leben
Joseph Grisel ging nach vollendeter Schulausbildung nach Paris, wurde Mitglied am Collège Louis-Le-Grand und studierte hier Philosophie und Theologie. Hier hatte er auch die Studien zweier Zöglinge zu leiten und erwarb sich deren Hochachtung. 1738 erhielt er an der Pariser Kirche Saint Germain l’Auxerrois, deren Kapitel mit dem von Notre-Dame vereinigt war, die Stelle eines ständigen Vikars, die er bis zu seinem Tod, ohne Verlangen nach höheren Würden, bekleidete. Seinen frommen Eifer bewies er als Superior einiger Klostergemeinschaften und als außerordentlicher Beichtvater in einigen anderen.
Der Dauphin fand in Grisel den geeigneten Mann, als er ihm 1751 auftrug, im verfallenen Kloster von Sainte-Aure bei Sainte-Geneviève eine ständige Anbetung des heiligen Herzen Jesu zu errichten. Diesem Werk widmete Grisel gemäß seinen Neigungen seine ganze Kraft. Er fand aber mancherlei Anfechtungen und nicht zum geringsten Teil, weil sein Werk eine jesuitische Veranstaltung sein sollte. Obwohl Grisel, soweit bekannt, dem Jesuitenorden niemals angehörte, so scheint doch der Verdacht hingereicht zu haben, die Jansenisten zu seinen Gegnern zu machen. Möglicherweise aufgrund von deren Anfeindungen wurde Grisel in der Bastille inhaftiert und musste dort 18 Monate aushalten. Seine Haft könnte aber auch wegen seiner angeblichen Verstrickung in Fälle von Erbschleicherei, die dem Bankier Billard du Monceau zur Last gelegt wurden, veranlasst gewesen sein. Der Kriminalist Muyart de Vouglans, Mitglied des großen Rats, schrieb ein Memorandum zu Grisels Verteidigung. Unstreitig war die Freundschaft dieses Mannes ein großer Trost für Grisel, ebenso auch die Hochachtung des Herrn von Jumilhac, Gouverneurs der Bastille, der ihn zu sich rufen ließ, um in seinen Armen zu sterben. Die Jansenisten blieben aber seine Feinde, was sie durch ihre ungünstigen Urteile über seine Schriften an den Tag legten.
Grisel schrieb u. a. folgende Werke:
- Le chemin de l’amour divin, description de son palais et beautés qui y sont refermées, Paris 1746 (nach Barbiers Angabe gemeinsam mit dem Herzog und der Herzogin d’Ayen verfasst)
- Lettres d’une religieuse du Calvaire, Paris 1755
- L’année religieuse, ou occupation intérieure pendant de les divins offices, 8 Bände, Paris 1766–68

Die strenge Kritik, welche die letztgenannte Schrift, Grisels Hauptwerk, noch im Dezember 1777 in einem jansenistischen Blatt erfuhr, trug wohl dazu bei, dass sie keine ausreichende Anerkennung erhielt. In den letzten Lebensjahren gab Grisel noch heraus:
- Adoration perpétuelle du sacré-cœur de Jésus, Paris 1784
- Constitution des religieuses de Sainte-Aure, suivant la règle de St. Augustin, Paris 1786

Dass Grisel der Verfasser der zur gleichen Zeit und in demselben Format erschienenen Instructions pour les novices sei, wird mit hoher Wahrscheinlichkeit vermutet.
1785 musste sich Grisel einer Operation zur Entfernung eines am Kopf befindlichen Atheroms unterziehen. Schließlich ging er nach Versailles, um einer Kammerfrau der Königin Marie-Antoinette die Beichte abzunehmen, erkrankte dort aber und starb drei Tage später am 21. Januar 1787 im Alter von 84 Jahren. Sein Kloster Sainte-Aure hatte er seinem Freund, dem vormaligen Jesuitenpater Nicolas Marie Verron, empfohlen, der die Anstalt bis zu seiner Ermordung im September 1792 leitete.